# Stefan Chomętowski
Stefan Chomętowski, (Chomentowski) herbu Lis – chorąży stężycki w 1784 roku, wojski większy stężycki w 1784 roku, miecznik stężycki w 1783 roku, wojski mniejszy stężycki w 1771 roku, poseł sandomierski na Sejm Rozbiorowy 1773–1775.
Członek konfederacji Adama Ponińskiego w 1773 roku. Na Sejmie Rozbiorowym 1773–1775 wszedł w skład delegacji wyłonionej pod naciskiem dyplomatów trzech państw rozbiorczych, mającej przeprowadzić rozbiór. 18 września 1773 roku podpisał traktaty cesji przez Rzeczpospolitą Obojga Narodów ziem zagarniętych przez Rosję, Prusy i Austrię w I rozbiorze Polski. Był komisarzem Sejmu Czteroletniego z ziemi stężyckiej województwa sandomierskiego do szacowania intrat dóbr ziemskich w 1789 roku.